# Serge Théophile Balima
Pour les articles homonymes, voir Balima (homonymie).
 (novembre 2024).
Si vous disposez d'ouvrages ou d'articles de référence ou si vous connaissez des sites web de qualité traitant du thème abordé ici, merci de compléter l'article en donnant les références utiles à sa vérifiabilité et en les liant à la section « Notes et références ».
Serge Théophile Balima est un universitaire burkinabé né le 1er février 1949 à Bobo-Dioulasso (Haute-Volta, aujourd'hui Burkina Faso). Ancien directeur de la télévision nationale, il devient ministre de l'Information et de la Culture sous Blaise Compaoré (1987-1989), puis ambassadeur du Burkina Faso en France (1989-1992).
De retour dans son pays au début des années 1990, il se consacre à l'enseignement universitaire, se spécialisant dans le journalisme et la communication. Il devient également membre de la chaire de l'UNESCO. 

## Biographie
Serge Théophile Balima est issu d'une famille originaire du centre-est du Burkina Faso. Il est titulaire d'un baccalauréat philosophie-lettres. 
En 1970, il rejoint la France pour y étudier le journalisme à Strasbourg. Quatre années plus tard, il quitte l'Alsace pour rejoindre Bordeaux pour continuer ses études où il a comme professeur Noël Mamère et notamment le professeur émérite André-Jean Tudesq qui sera son directeur de thèse. À Bordeaux, il obtient ses doctorats dont un d'État, en sciences de l'information et de la communication,. À l'issue de sa thèse, il retourne dans son pays pour travailler à la télévision nationale. Il occupe plus tard la fonction de directeur de la télévision nationale avant d'être affecté à la présidence du Faso (République) où il travaille aux côtés du président Thomas Sankara.
En 1987, à la faveur du putsch qui amène au pouvoir Blaise Compaoré, il est nommé ministre de l'Information et de la Culture. Deux ans plus tard, il est nommé ambassadeur en France. En 1992, il est rappelé dans son pays, puis décide alors de se consacrer aux tâches universitaires. Il participe au renforcement du département « Arts et communication » qui devient en 2000 « Journalisme et communication ». Il en est le chef de département pendant quelques années et en 2001 il crée le CERAM (Centre africain d'études et de recherche sur les médias) dont il est le directeur.
Serge Théophile Balima est l'auteur de plusieurs publications au sein de revues scientifiques comme Hermès dirigé par Dominique Wolton. Il est aussi l'auteur de livres dont le plus connu[réf. nécessaire] est celui coécrit avec Marie-Soleil Frère (en) intitulé Médias et communications sociales au Burkina Faso : approche socio-économique de la circulation de l'information.
Parallèlement à ses tâches universitaires et à la recherche, Serge Théophile Balima est aussi consultant international et est souvent sollicité dans divers endroits dans le monde pour participer à des forums et autres colloques universitaires.